# جبل نمر (بني العوام)

تعديل مصدري - تعديل

جبل نمر هي إحدى قرى عزلة جبل نمر بمديرية بني العوام التابعة لمحافظة حجة، بلغ تعداد سكانها 877 نسمة حسب تعداد اليمن لعام 2004.